# Úrvalsdeild 2023
La Besta-deild karla 2023 è stata la 112ª edizione della massima divisione del campionato islandese di calcio, iniziata il 10 aprile e terminata l'8 ottobre 2023. Il Breiðablik è la squadra campione in carica, avendo vinto il suo secondo titolo nella stagione 2022. Il Víkingur si è laureato campione per la settima volta nella sua storia.

## Stagione

### Novità
Dalla Úrvalsdeild 2022 sono stati retrocessi in 1. deild karla ÍA Akraness e Leiknir, classificatisi agli ultimi due posti. Dalla 1. deild karla sono stati promossi in Úrvalsdeild Fylkir e HK Kópavogs, prime due classificate.

### Formula
Nella prima fase le 12 squadre partecipanti si affrontano in un girone all'italiana con partite di andata e ritorno, per un totale di 22 giornate. Al termine della stagione regolare, le squadre vengono divise in due gruppi in base alla classifica: le prime sei formano un nuovo girone e competono per il titolo e la qualificazione alle competizioni europee; le ultime sei, invece, lottano per non retrocedere. In entrambi i gironi le squadre si affrontano in un girone all'italiana, con partite di sola andata, per un totale di 5 giornate. Nel girone per il titolo: la squadra prima classificata è campione di Islanda e si qualifica per il primo turno di qualificazione della UEFA Champions League 2024-2025; la squadra seconda classificata si qualifica per il primo turno di qualificazione della UEFA Europa Conference League 2024-2025, assieme alla vincitrice della Coppa d'Islanda. Nel girone per la salvezza le ultime due classificate retrocedono direttamente in 1. deild karla.

## Squadre partecipanti
| Club             | Città          | Stadio           | Stagione precedente |
| ---------------- | -------------- | ---------------- | ------------------- |
| Breiðablik       | Kópavogur      | Kópavogsvöllur   | Campione d'Islanda  |
| FH Hafnarfjörður | Hafnarfjörður  | Kaplakriki       | 10° in Urvalsdeild  |
| Fram Reykjavík   | Reykjavík      | Laugardalsvöllur | 9° in Urvalsdeild   |
| Fylkir           | Reykjavík      | Wurth Vollurinn  | 1° in 1.deild       |
| HK Kópavogur     | Kópavogur      | Korinn           | 2° in 1.deild       |
| ÍBV Vestmannæyja | Vestmannaeyjar | Hásteinsvöllur   | 8° in Urvalsdeild   |
| KA Akureyri      | Akureyri       | Akureyrarvöllur  | 2° in Urvalsdeild   |
| Keflavík         | Reykjanesbær   | Keflavíkurvöllur | 7° in Urvalsdeild   |
| KR Reykjavík     | Reykjavík      | KR-völlur        | 4° in Urvalsdeild   |
| Stjarnan         | Garðabær       | Stjörnuvöllur    | 5° in Urvalsdeild   |
| Valur            | Reykjavík      | Valsvöllur       | 6° in Urvalsdeild   |
| Víkingur         | Reykjavík      | Víkingsvöllur    | 3° in Urvalsdeild   |

## Stagione regolare

### Classifica
|  | Pos. | Squadra          | Pt | G  | V  | N | P  | GF | GS | DR  |
|  | ---- | ---------------- | -- | -- | -- | - | -- | -- | -- | --- |
|  | 1.   | Víkingur         | 59 | 22 | 19 | 2 | 1  | 65 | 20 | +45 |
|  | 2.   | Valur            | 45 | 22 | 14 | 3 | 5  | 53 | 25 | +28 |
|  | 3.   | Breiðablik       | 38 | 22 | 11 | 5 | 6  | 44 | 36 | +8  |
|  | 4.   | Stjarnan         | 34 | 22 | 10 | 4 | 8  | 45 | 25 | +20 |
|  | 5.   | FH Hafnarfjörður | 34 | 22 | 10 | 4 | 8  | 41 | 44 | -3  |
|  | 6.   | KR Reykjavík     | 32 | 22 | 9  | 5 | 8  | 29 | 36 | -7  |
|  | 7.   | KA Akureyri      | 29 | 22 | 8  | 5 | 9  | 31 | 39 | -8  |
|  | 8.   | HK Kópavogur     | 25 | 22 | 6  | 7 | 9  | 37 | 48 | -11 |
|  | 9.   | Fylkir           | 21 | 22 | 5  | 6 | 11 | 29 | 45 | -16 |
|  | 10.  | Fram Reykjavík   | 19 | 22 | 5  | 4 | 13 | 32 | 47 | -15 |
|  | 11.  | ÍBV Vestmannæyja | 19 | 22 | 5  | 4 | 13 | 24 | 43 | -19 |
|  | 12.  | Keflavík         | 12 | 22 | 1  | 9 | 12 | 20 | 42 | -22 |

Legenda:
      Ammessa alla Poule scudetto.
      Ammessa alla Poule retrocessione.
Note:
Tre punti a vittoria, uno a pareggio, zero a sconfitta.
La classifica viene stilata secondo i seguenti criteri:
- Punti conquistati
- Differenza reti generale
- Reti totali realizzate
- Punti conquistati negli scontri diretti
- Differenza reti negli scontri diretti
- Reti realizzate negli scontri diretti
- Reti realizzate in trasferta negli scontri diretti
- play-off (solo per decidere la squadra campione)
- Sorteggio

### Risultati
|                  | Bre  | Haf  | Fra  | Fyl  | HK   | ÍBV  | KA   | Kef  | KR   | Stj  | Val  | Vík  |
| ---------------- | ---- | ---- | ---- | ---- | ---- | ---- | ---- | ---- | ---- | ---- | ---- | ---- |
| Breiðablik       | –––– | 0-2  | 5-4  | 5-1  | 3-4  | 3-1  | 2-0  | 2-1  | 0-1  | 1-1  | 1-0  | 2-2  |
| FH Hafnarfjörður | 2-2  | –––– | 4-0  | 2-4  | 4-3  | 2-1  | 0-3  | 2-1  | 3-0  | 1-0  | 3-2  | 1-3  |
| Fram Reykjavík   | 0-1  | 2-2  | –––– | 1-1  | 3-2  | 3-1  | 2-1  | 4-1  | 1-2  | 2-1  | 1-3  | 2-3  |
| Fylkir           | 1-2  | 4-2  | 3-1  | –––– | 0-0  | 2-1  | 1-1  | 1-2  | 3-3  | 0-4  | 1-6  | 1-3  |
| HK Kópavogur     | 5-2  | 2-2  | 1-1  | 1-0  | –––– | 2-2  | 1-2  | 3-1  | 1-1  | 1-1  | 0-5  | 1-2  |
| ÍBV Vestmannæyja | 2-1  | 2-3  | 1-0  | 0-1  | 3-0  | –––– | 2-0  | 1-1  | 2-2  | 0-2  | 0-3  | 0-1  |
| KA Akureyri      | 1-1  | 4-2  | 4-2  | 2-1  | 1-1  | 3-0  | –––– | 0-0  | 1-1  | 2-1  | 0-4  | 0-4  |
| Keflavík         | 0-0  | 2-3  | 0-0  | 1-1  | 0-2  | 1-3  | 3-4  | –––– | 0-2  | 1-1  | 1-1  | 3-3  |
| KR Reykjavík     | 0-1  | 1-0  | 3-2  | 2-0  | 0-1  | 1-1  | 2-0  | 2-0  | –––– | 1-0  | 0-4  | 1-2  |
| Stjarnan         | 0-2  | 5-0  | 4-0  | 2-2  | 5-4  | 4-0  | 4-0  | 3-0  | 3-1  | –––– | 2-0  | 0-2  |
| Valur            | 0-2  | 1-1  | 1-0  | 2-1  | 4-1  | 2-1  | 4-2  | 0-0  | 5-0  | 3-2  | –––– | 0-4  |
| Víkingur         | 5-3  | 2-0  | 3-1  | 2-0  | 6-1  | 6-0  | 1-0  | 4-1  | 3-0  | 2-0  | 2-3  | –––– |

## Poule scudetto
Le squadre mantengono i punti conquistati nella stagione regolare.

### Classifica
|  | Pos. | Squadra          | Pt | G  | V  | N | P  | GF | GS | DR  |
|  | ---- | ---------------- | -- | -- | -- | - | -- | -- | -- | --- |
|  | 1.   | Víkingur         | 66 | 27 | 21 | 3 | 3  | 76 | 30 | +46 |
|  | 2.   | Valur            | 55 | 27 | 17 | 4 | 6  | 66 | 35 | +31 |
|  | 3.   | Stjarnan         | 46 | 27 | 14 | 4 | 9  | 55 | 29 | +26 |
|  | 4.   | Breiðablik       | 41 | 27 | 12 | 5 | 10 | 52 | 49 | +3  |
|  | 5.   | FH Hafnarfjörður | 40 | 27 | 12 | 4 | 11 | 49 | 54 | -5  |
|  | 6.   | KR Reykjavík     | 37 | 27 | 10 | 7 | 10 | 38 | 48 | -10 |

Legenda:
      Campione d'Islanda e ammessa alla UEFA Champions League 2024-2025.
      Ammessa alla UEFA Europa Conference League 2024-2025.
Note:
Tre punti a vittoria, uno a pareggio, zero a sconfitta.

## Poule retrocessione
Le squadre mantengono i punti conquistati nella stagione regolare.

### Classifica
|  | Pos. | Squadra          | Pt | G  | V  | N  | P  | GF | GS | DR  |
|  | ---- | ---------------- | -- | -- | -- | -- | -- | -- | -- | --- |
|  | 7.   | KA Akureyri      | 41 | 27 | 12 | 5  | 10 | 42 | 45 | -3  |
|  | 8.   | Fylkir           | 29 | 27 | 7  | 8  | 12 | 43 | 55 | -12 |
|  | 9.   | HK Kópavogur     | 27 | 27 | 6  | 9  | 12 | 41 | 55 | -14 |
|  | 10.  | Fram Reykjavík   | 27 | 27 | 7  | 6  | 14 | 40 | 56 | -16 |
|  | 11.  | ÍBV Vestmannæyja | 25 | 27 | 6  | 7  | 14 | 31 | 50 | -19 |
|  | 12.  | Keflavík         | 16 | 27 | 2  | 10 | 15 | 27 | 54 | -27 |

Legenda:
      Retrocessa in 1. deild karla 2024
Note:
Tre punti a vittoria, uno a pareggio, zero a sconfitta.